# 自由城-韦尔内莱班站
自由城-韦尔内莱班站，是法国的一个铁路车站，位于法国南部市镇孔夫朗自由城境内，泰特河左岸，靠近韦尔内莱班。该站是法国著名窄轨铁路塞尔达涅线（Ligne Cerdagne）的东端起点。

## 位置
自由城-韦尔内莱班站位于孔夫朗自由城市区的北部，佩皮尼昂－自由城铁路和塞尔达涅线的交汇点。车站大致呈南北走向，主站房位于铁路线东侧。

## 设施
自由城-韦尔内莱班站的开放时间为每天6:30~20:50
自由城-韦尔内莱班站设有人工售票窗口，其开放时间为每天7:30~12:45和13:00~19:50。此外，自由城-韦尔内莱班站站内还设有自动售票机等设施。

## 站台设置
| 西↑ |             |                             |  |
|     |             | 存车线（窄轨）              |  |
|     |             | 存车线（窄轨）              |  |
| D道 |             | ←拉图尔德卡罗勒方向（窄轨） |  |
|     | 岛式        |                             |  |
| C道 |             | 佩皮尼昂方向（准轨）→       |  |
|     | 岛式        |                             |  |
| B道 |             | 佩皮尼昂方向（准轨）→       |  |
|     | 岛式        |                             |  |
| A道 |             | 佩皮尼昂方向（准轨）→       |  |
|     |             | （准轨）                    |  |
|     | 侧式 主站房 |                             |  |
| 东↓ |             |                             |  |

## 停靠线路
以下列车线路在自由城-韦尔内莱班站停靠：
| 自由城-韦尔内莱班站列车线路表        |      |          |            |              |
| 线路                                 | 车种 | 上一站   | 下一站     | 大致运行频率 |
| 佩皮尼昂—自由城-韦尔内莱班           | TER  | 里亚     | （终点）   | 每天7趟左右  |
| 自由城-韦尔内莱班—拉图尔德卡罗勒     | TER  | （起点） | 塞尔迪尼亚 | 每天2趟左右  |
| 自由城-韦尔内莱班—丰罗默-奥代约-维亚 | TER  | （起点） | 塞尔迪尼亚 | 每天2~3趟    |
| 1. 2.                                |      |          |            |              |

## 配套交通

### 长途客车
| 停靠自由城-韦尔内莱班站的大巴车   |                      | |
| 上下车地点                        | 运营单位             | 主要线路及目的地 |
| 自由城-韦尔内莱班站门口 Gare SNCF | SNCF Car TER         | - 当某条铁路线施工或罢工时，SNCF可能会提供途径该线路沿途站点的大巴车                                                         |
| 自由城-韦尔内莱班站门口 Gare SNCF | 东比利牛斯省城际客运 | - 240线：佩皮尼昂、普拉德、科尔内亚德孔夫朗、韦尔内莱班                                                                      |
| 孔夫朗自由城市区内 Cité           | 东比利牛斯省城际客运 | - 245线：皮村、萨奥尔、普拉德 - 260线：佩皮尼昂、普拉德、博尔凯尔、昂古斯特里讷-埃斯卡尔德新城、于尔、拉图尔德卡罗勒、波尔塔 |
| 1. 2. 3.                          |                      | |

### 市内交通
自由城-韦尔内莱班站附近暂无城市公共交通线路。

### 社会车辆
自由城-韦尔内莱班站门口设有社会车辆停车场。

## 临近车站
| 自由城-韦尔内莱班站（Gare de Villefranche - Vernet-les-Bains） |                      |                    |
| 上行车站                                                       | 线路                 | 下行车站           |
| 里亚站 2.2km ←                                                 | 佩皮尼昂－自由城铁路 | （终点）           |
| （起点）                                                       | 塞尔达涅线（窄轨）   | 塞尔迪尼亚站 → 5km |
| - 本表仅显示运营中的线路及车站                                 |                      |                    |